# Mindoro
Mindoro é a sétima maior ilha das Filipinas e a 74.ª do mundo, com 10572 km² de área. Fica a sudoeste de Luzon e a nordeste de Palawan. Antigamente era chamada Ma-i ou Mait pelos comerciantes chineses, e Mina de Ouro pelos espanhóis, de onde a ilha obteve o seu nome. O seu ponto mais alto é o monte Halcon, com 2582 m no topo.
A ilha foi dividida em duas províncias, atualmente existentes: Mindoro Ocidental e Mindoro Oriental, em 1950. Antes disso, e desde 1921, a ilha inteira era uma só província.
A maior cidade na ilha é Calapan, com cerca de 106 000 habitantes.
De acordo com o historiador William Henry Scott, que no seu livro Prehispanic Source Materials For The Study of Phillipine History (1984) relata a história do país, durante a Dinastia Sung, no ano 972, "Ma-i" era um importante comerciante chinês. Noutros registos chineses, "Ma-i" ou "Mindoro"  aparece nos anos seguintes. Este livro também lista os produtos que os comerciantes de Mindoro trocavam com os chineses, sendo os mais importantes a cera de abelha, o algodão, pérolas, carapaças de tartaruga, plantas medicinais e roupas de juta. Para a porcelana chinesa, comercializavam-se produtos como o ouro, recipientes de aço, chumbo, contas de vidro de cores e agulhas de aço.

## Economia
A economia de Mindoro está baseada principalmente na agricultura. Os produtos consistem numa grande variedade de frutas, como por exemplo, citrinos, banana, rambutão e coco, cereais como arroz e milho, e cana-de-açúcar, amendoim, peixe (diversos tipos), gado e aves de capoeira. A exploração silvícola e a mineração de mármore e cobre também são prósperos.
O turismo também é um negócio lucrativo, com destinos como o Parque Nacional Apo Reef, a Ilha Lubang, Puerto Galera, Praia Sabang e o Monte Halcon. As praias de Puerto Galera são as mais conhecidas atrações turísticas, e são muito visitadas.

## Cultura
A religião mais comum na ilha é o Cristianismo, existindo tradições animistas. 
O idioma principal em Mindoro é o tagalog.